# Potlood

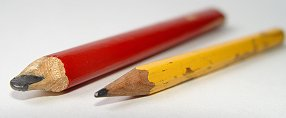
Grafietpotloden. Links een timmermanspotlood

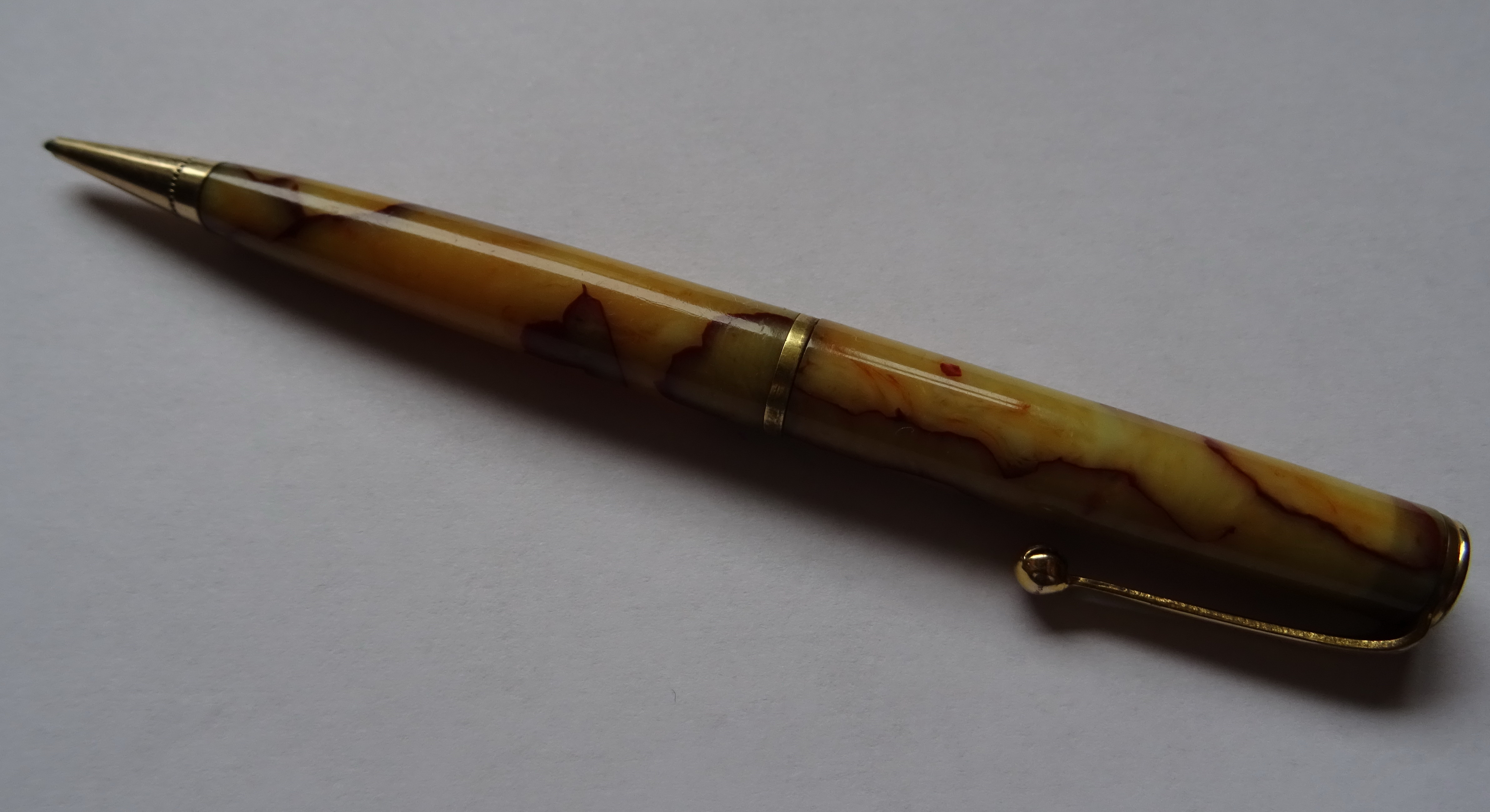
Vulpotlood

Een potlood is een soort schrijf- en tekengerei. Het bestaat uit een stift, gemaakt uit een mengsel van grafiet en klei, met een houten omhulsel. Het mengsel voor de stift wordt in een oven gebakken. Veel klei en weinig grafiet geeft een hard potlood, veel grafiet en weinig klei geeft een zacht potlood.

## Geschiedenis
De naam potlood komt van de voorganger van het grafietpotlood: de loodstift (het lood werd in een pot gesmolten), de goedkopere tegenhanger van de zilverstift. Vanaf de 17e eeuw werden er al potloden gemaakt bestaande uit een kern van vrij hard mineraal grafiet in een houten omhulsel, meestal gebruikt om tekens aan te brengen (vandaar de naam "tekenpotlood") maar ook om in kunstzinnige zin mee te "tekenen".

Fabricage van potloden. Boven de "ouderwetse" manier. Onder de moderne.

De oudst bekende beschrijving van een potlood is van de Zwitserse geleerde Conrad Gesner in 1565. Het potlood met een stift van grafiet en klei is in 1794 uitgevonden door de Fransman Nicolas-Jacques Conté (1755 - 1805). In januari 1795 verkreeg hij het Franse patent nº32 en begon de productie van het conté-potlood. Door de hoeveelheid klei te variëren kon hij een reeks potloden produceren van verschillende hardheid. Dit materiaal verdrong de echte loodstift bijna volledig. De Amerikaan Hymen L. Lipman uit Philadelphia patenteerde op 30 maart 1858 het potlood met een gommetje aan het eind. Het patent werd in 1875 ongeldig verklaard door het Amerikaanse Hooggerechtshof, omdat het geen nieuwe uitvinding betrof doch slechts de combinatie van twee reeds bestaande dingen.
In 1908 werd het kleurpotlood geïntroduceerd door het Duitse bedrijf Faber, een ontwikkeling van het oudere markeerpotlood.
Bekende fabrikanten zijn Staedtler, Conté, Faber-Castell, Caran d'Ache, Bruynzeel-Sakura en Derwent. In België was de fabrikant Gilbert bekend. Tijdens haar hoogdagen stelde het bedrijf 300 mensen tewerk en produceerde 30 miljoen potloden per jaar.

## Gebruik

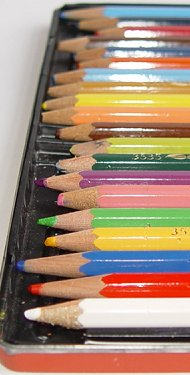
Kleurpotloden

Een potlood laat zich uitstekend gebruiken, in alle standen en op vele ondergronden. De eigenschappen zijn: goedkoop, uitgumbaar, in diverse kleuren verkrijgbaar, eenvoudig aan te scherpen met puntenslijper of mes en bovendien kindvriendelijk. Echter bij vallen op harde oppervlakken is het mogelijk dat de stift binnenin breekt. Hierdoor wordt het gebruik bemoeilijkt omdat telkens wanneer er een breuk aan de punt van het potlood verschijnt, deze zal afbreken. 

## Hardheid
Op de meeste potloden staat een code die verwijst naar de hardheid van de stift. De code, in 1888 bedacht door de Oostenrijker Franz Hardtmuth van de Koh-i-Noorfabriek, bestaat uit een letter en een cijfer.
Hardtmuths methode bestond uit 17 hardheidsgraden van 9H tot 6B, later uitgebreid tot 9B (zie hieronder). Landen geven verschillend uitleg aan de betekenis van de letters, maar het komt op hetzelfde neer. In Nederland en België staat H voor hard, B voor zacht en F voor iets harder dan HB en iets zachter dan H. Het cijfer erachter geeft de gradatie aan van de hard- en zachtheid van de potloodstift. Potloodstiften met veel klei en weinig grafiet hebben dus een hogere hardheid dan die met weinig klei en veel grafiet. De Koh-i-Noorreeks hieronder gaat van links naar rechts, dus van hard naar zacht.
Oorspronkelijk noemde Franz Hardtmuth de H naar de firma Hardtmuth, de B naar Budweiss (naar de locatie van de Koh-i-Noorfabriek in Budějovice) en de F naar zowel zichzelf (Franz) alsmede naar het beoogde gebruik (Firma, voor stenografische notulen in het bedrijf). Hardtmuth bedacht ook een interpretatie voor de Engelstalige markt: H is dan Hard, B Black (zwart) en F Firm (stevig); dat laatste wordt ook vaak geïnterpreteerd als fine point (fijne punt). 
Veel merken pasten zich aan deze code aan maar van begin af aan waren er ook variaties. De tegenwoordige Koh-i-Noorreeks gaat van links naar rechts van hard naar zacht als volgt:
| 9H        | 8H        | 7H        | 6H        | 5H   | 4H   | 3H   | 2H        | H         | F         | HB        | B         | 2B    | 3B    | 4B    | 5B         | 6B         | 7B         | 8B         | 9B         |
| zeer hard | zeer hard | zeer hard | zeer hard | hard | hard | hard | gemiddeld | gemiddeld | gemiddeld | gemiddeld | gemiddeld | zacht | zacht | zacht | zeer zacht | zeer zacht | zeer zacht | zeer zacht | zeer zacht |

Een standaard kantoorpotlood is HB, de gulden middenweg tussen hard en zacht. Voor het iets nettere schrijfwerk werd F aanbevolen. De balpen was eind negentiende eeuw nog niet uitgevonden en het potlood was het normale schrijfinstrument. Kunstenaars gebruikten meestal zachtere stiften. Met een zacht potlood kan er goed geschetst worden. In een zacht potlood zit weinig klei en veel grafiet.
Het Amerikaanse systeem, tegelijkertijd ontworpen met het Europese, gebruikt enkel cijfers. Veelal vindt men beide codes op een Europees potlood, deze komen ongeveer als volgt overeen:
| Amerikaans | Europees |
| ---------- | -------- |
| #0         | 2B       |
| #1         | B        |
| #2         | HB       |
| #2½        | F        |
| #3         | H        |
| #4         | 2H       |

## Uitvoeringen

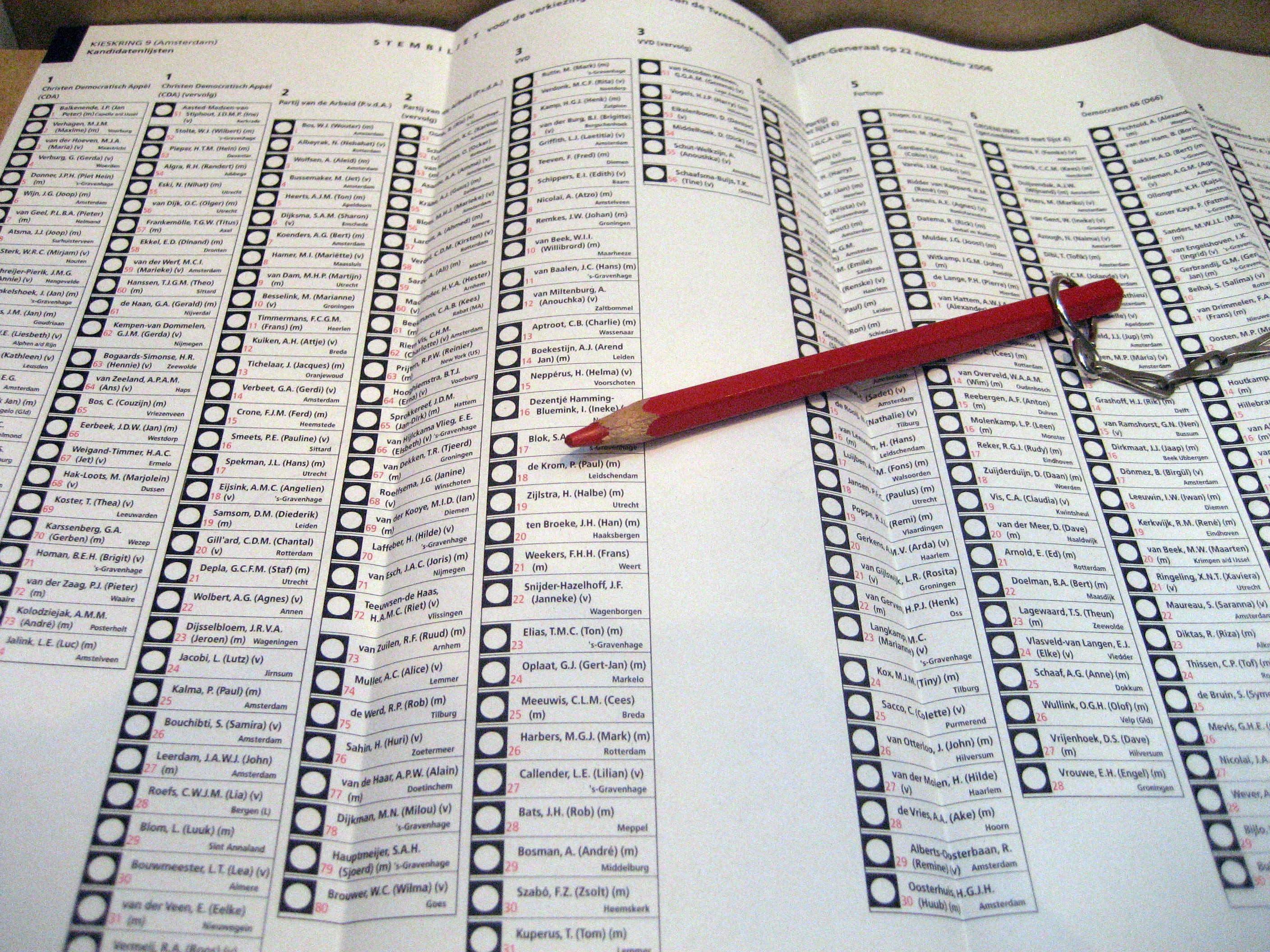
Stempotlood

De standaarduitvoering is een HB-potlood met een houten omhulsel.
Voor technisch tekenwerk op (calqueer)papier is een vulpotlood uitermate geschikt. Door op de knop aan de achterkant te drukken schuift men de stift een fractie verder naar buiten. De stiften voor vulpotloden zijn in diverse diktes verkrijgbaar: 0,30; 0,50; 0,70; 1,0 en 2,0 mm en in diverse hardheden te krijgen. Tijdens het tekenen ontstaat een schuin vlakje aan het uiteinde van de stift, door regelmatig draaien houdt men de lijndikte enigszins constant. Slijpen is bij de dunnere diktes van de stiften niet nodig, de stiften kunnen worden bijgevuld. Vaak zit in het bovenste uiteinde een rond gummetje verborgen, waarin ook een dun stalen stiftje kan zijn geprikt. Hiermee kan het geleidebuisje van de stift vrijgemaakt worden, indien nodig.
Een timmermanspotlood heeft een ovale of rechthoekige vorm, zodat het tijdens het werk niet kan wegrollen. Daarbij kan met de brede platte punt van dit potlood altijd een lijn van eenzelfde constante dikte worden getrokken. Hierdoor kan houtwerk zeer precies worden afgetekend. Timmermanspotloden worden niet aangescherpt met een puntenslijper, maar met bijvoorbeeld een mes of een beitel. Een tweekleurig paringspotlood wordt door een timmerman gebruikt om afval en op maat gezaagde delen te markeren.
Een stempotlood wordt gebruikt om op een stembiljet een hokje in te kleuren. Het is vaak rood van kleur.
Er zijn aquarelpotloden waarvan de stift een ander, wateroplosbaar, bindmiddel heeft zodat het na het opbrengen gemakkelijk te bewerken is met penseel en water om zo het effect te krijgen van een aquarel-tekening.
Daarnaast zijn er ook de conté-potloden die in verschillende hardheidgradaties verkrijgbaar zijn en het effect geven alsof er met krijt gewerkt wordt.
Houtskoolpotloden geven de dunne stift meer stevigheid.